# Sesamia poephaga
Sesamia poephaga is een vlinder uit de familie uilen (Noctuidae). De wetenschappelijke naam van deze soort is voor het eerst geldig gepubliceerd in 1953 door Tams & Bowden.
De soort komt voor in tropisch Afrika.